# Dentalopagurus levii
Dentalopagurus levii is een tienpotigensoort uit de familie van de Paguridae. De wetenschappelijke naam van de soort is voor het eerst geldig gepubliceerd in 2007 door McLaughlin.